# Heinz Hähne
Heinz Hähne (* 1. September 1922 in Niederebersbach, Sachsen; † 29. August 1989 in Frankfurt (Oder)) war ein deutscher Politiker der Blockpartei Christlich-Demokratische Union Deutschlands (DDR). Er war Abgeordneter der Volkskammer der DDR und Vorsitzender des CDU-Bezirksverbandes Frankfurt (Oder).

## Leben
Hähne, Sohn eines Landwirts, besuchte die Volks- und Landwirtschaftsschule. Von 1937 bis 1940 war er Lehrling, arbeitete dann als Versuchstechniker. Während des Zweiten Weltkrieges leistete er Kriegsdienst in der Wehrmacht.
Nach dem Krieg war er 1945/1946 zunächst landwirtschaftlicher Gehilfe. 1946 trat er der CDU und dem FDGB bei. Von 1946 bis 1949 arbeitete Hähne als Landwirtschaftslehrer, von 1949 bis 1960 war er Lehrer an der Fachschule für Landwirtschaft in Rochlitz. Zwischen 1953 und 1958 absolvierte er ein Fernstudium an der Landwirtschaftlichen Fakultät der Karl-Marx-Universität Leipzig. Er legte das Staatsexamen als Diplom-Landwirt ab. 1959 erwarb er das pädagogische Hochschulexamen. 
Ab 1950 war er Stadtverordneter in Rochlitz und Mitglied der Ständigen Kommission Landwirtschaft, Mitglied des Orts- und Kreisvorstandes der CDU. Er war zudem Mitglied der Fachgruppe Agrarökonomie bei der Zentralstelle für Fachschulausbildung und Leiter der Fachgruppe im Bezirk Karl-Marx-Stadt. Im Jahr 1961 arbeitete er als stellvertretender Vorsitzender einer LPG. Von 1962 bis 1967 war er erneut als Fachschullehrer in Rochlitz tätig. Ihm wurde 1963 der Titel eines Fachschuldozenten verliehen.
Von 1963 bis 1971 war er Abgeordneter der Volkskammer und dort Mitglied des Ausschusses für Landwirtschaft, Forstwirtschaft und Nahrungsgüterwirtschaft. Von September 1967 bis zum 28. März 1979 fungierte er als Vorsitzender des Bezirksverbandes der CDU Frankfurt (Oder). Ab März 1979 war er Direktor der Handels- und Gewerbekammer in Frankfurt.
Von 1968 bis 1972 war er Kandidat, dann bis 1989 Mitglied des Hauptvorstandes der CDU. Von 1971 bis 1981 gehörte er als Abgeordneter dem Bezirkstag von Frankfurt an.

## Auszeichnungen
- Vaterländischer Verdienstorden in Bronze (1972) und in Silber (1979)
- Verdienstmedaille der DDR
- Pestalozzi-Medaille für treue Dienste in Bronze und in Silber
- Otto-Nuschke-Ehrenzeichen in Silber